# 中山真斗
中山真斗（1986年6月25日—），日本福井縣出身的音樂家、作詞家、作曲家、編曲家、吉他手。

## 來歷
隸屬於ARIA entertainment音樂製作部的音樂團體Elements Garden，於2013年6月30日退出。

## 樂曲
※無特別標記的部分皆為作曲。

### 歌手
- 遠藤正明
  - SPIRAL
- 榊原由依
- 水樹奈奈
  - Dancing in the velvet moon（編曲）
  - UNCHAIN∞WORLD（編曲）
  - （編曲）
  - METRO BAROQUE（編曲）
  - Naked Soldier（編曲）
- 飛蘭
  - Blood teller
  - Day of the fate
- 佐藤裕美
  - RiSE
  - Believe Forever（編曲）
- 堀江由衣
  - Endless Star
- ChouCho
- 唯夏織
- 蒼井翔太
- 日笠陽子
  - Seek Diamonds[2]
  - EX:FUTURIZE（編曲）
  - Technoholica（編曲）
  - Sleepy Hungry Minds（編曲）
- 櫻川惠

### 動畫、遊戲
- 偶像大師2
  - tear - 『THE IDOLM@STER MASTER ARTIST 2 -FIRST SEASON- 04 菊地真』（日语：THE_IDOLM@STER_MASTER_ARTIST_2#04_菊地真）
  - arcadia - 『THE IDOLM@STER MASTER ARTIST 2 -FIRST SEASON- 05 如月千早』（日语：THE_IDOLM@STER_MASTER_ARTIST_2#05_如月千早）（編曲）
- 偶像大師 百萬人演唱會！
  - インヴィンシブル・ジャスティス - 「THE IDOLM@STER MILLION THE@TER GENERATION 01 Brand New Theater!」（日语：THE_IDOLM@STER_MILLION_THE@TER_GENERATION#01_Brand_New_Theater!）
- B型H系 角色歌專輯
- 歌之王子殿下♪
  - 虹色☆OVER DRIVE!
  - TRUST☆MY DREAM PSP Game 歌之王子殿下♪Repeat插曲
  - 動畫 歌之王子殿下♪「BRAND NEW MELODY」
  - 動畫 歌之王子殿下♪ 真愛1000%插曲「未來地圖」
  - PSP Game 歌之王子殿下♪Debut主題曲「innocence」
- 戰姬絕唱SYMPHOGEAR
- 戰姬絕唱SYMPHOGEAR G
  - （編曲）

## 腳註
1. ↑  .   [2013-09-23]. （原始内容存档于2013-09-27）.
2. ↑  Elements Garden退出後，首度發表的樂曲。

## 外部連結
- 中山真斗 (masatondx)的X（前Twitter）（日語）